# Vinko Bogataj
Vinko Bogataj (* 4. März 1948 in Brezovica pri Kropi) ist ein ehemaliger Skispringer aus Slowenien, der in den 1960ern und 1970ern für das jugoslawische Skisprungteam antrat. Berühmt wurde er aber nicht mit seinen Erfolgen, sondern durch einen spektakulär aussehenden Sturz, der danach 30 Jahre lang im Eröffnungstrailer der US-amerikanischen ABC-Sendung Wide World of Sports gezeigt wurde.

## Werdegang
Bogataj trat am 21. März 1970 für das jugoslawische Team bei den Skisprung-Weltmeisterschaften in Oberstdorf an. Während zu Beginn des Wettkampfs leichter Schneefall herrschte, war dieser wesentlich stärker geworden bis Bogataj seinen dritten Sprung absolvieren musste. Ungefähr auf halber Anlaufstrecke nahm er wahr, dass der Anlauf zu schnell war, um bei den schlechten Wetterbedingungen einen sicheren Sprung landen zu können. Er versuchte seinen Körperschwerpunkt zu senken, um dadurch den Anlauf zu verlangsamen und eventuell ganz stoppen zu können. Dabei verlor er aber komplett das Gleichgewicht, schoss ohne Kontrolle über seine Bewegungen und wild um sich schlagend vom Schanzentisch und flog durch einen leicht befestigten Rückhaltezaun knapp neben den Zuschauern. Glücklicherweise überstand er den Sturz bis auf eine leichte Gehirnerschütterung unverletzt.
Er trat 1971 wieder zu Wettbewerben an, erreichte aber nicht mehr seine guten Ergebnisse von früher. Kurz darauf zog er sich ganz vom aktiven Wettkampfsport zurück und lebt seitdem im slowenischen Lesce. Neben gelegentlichen Auftritten bei Altherrenwettbewerben konzentrierte er sich auf seine Arbeit als Skilehrer und arbeitete als Gabelstaplerfahrer in einer Fabrik, um sein Einkommen aufzubessern. Sein prominentester Schüler war Franci Petek, den er 1991 zur Skisprungweltmeisterschaft führte.
Berühmt in den USA wurde er aber, weil eher zufällig ein Team der ABC-Sendung Wide World of Sports am Ort war und den Sturz aufnahm. Der Eröffnungstrailer der Sendung besteht aus einem stets gleich bleibenden einleitenden Text, den Moderator Jim McKay spricht und der über verschiedene zusammengeschnittene Szenen aus der Welt des Sports gelegt wird. Während diese Ausschnitte wechselten, blieb Bogatajs Sturz bis auf wenige Ausnahmen immer im Trailer, immer mit den Worten …and the agony of defeat kombiniert.
Die Sendung ist bei Sportfans in den USA beliebt genug, um den Trailer allgemein bekannt zu machen, insbesondere …and the agony of defeat wurde zum Schlagwort. Die Aufmerksamkeit verbunden mit dem freundlichen Mitleid für Bogataj, der Woche nach Woche von der Schanze stürzte, verwandelte den unbekannten Skispringer zu einer bekannten Ikone des Unglücks. Bogataj, privat in Slowenien lebend, ahnte davon lange Jahre jedoch nichts. Als die ABC 1991 ihn zur Jubiläumssendung von Wide World of Sports einlud, war er bereits überrascht genug, geradezu schockierend für ihn war aber, dass andere anwesende Sportgrößen wie Muhammad Ali ihn um Autogramme baten.

## Trivia
In der Pilotfolge der TV-Serie Scrubs – Die Anfänger spielte er einen schlafenden Patienten, bei dem eine der Hauptpersonen fälschlicherweise einen Kreislaufstillstand diagnostiziert und ihn daraufhin mit einem Defibrillator behandelt.
 Mittlerweile ist der Vater von zwei Töchtern auch als Maler aktiv.